# Francis Marschall
Francis Marschall, Francis Marschal (ur. 1791 w Edynburgu, zm. 1865 w Gdańsku) - gdański kupiec, samorządowiec i urzędnik konsularny Hanoweru i Wielkiej Brytanii.
Narodowości szkockiej. Współwłaściciel firmy handlu zbożem Gibsone & Co. w Gdańsku (1842). Pełnił funkcję radnego miasta Gdańska (1839), konsula Hanoweru w Gdańsku (1832-1836) oraz wicekonsula Wielkiej Brytanii tamże (1835-1838). Był członkiem Towarzystwa Przyrodoznawczego w Gdańsku (1819-). Epizodycznie był właścicielem tzw. Dworu III, nazywanego też Dworem Schopenhauera w Gdańsku (1843).